# (1674) Groeneveld
(1674) Groeneveld ist ein Asteroid des Hauptgürtels, der am 7. September 1938 vom deutschen Astronomen Karl Wilhelm Reinmuth in Heidelberg entdeckt wurde.
Der Asteroid ist nach der niederländischen Astronomin Ingrid van Houten-Groeneveld benannt.